# Megalityczne świątynie Malty
Megalityczne świątynie Malty – megalityczne budowle położone na wyspach Malta i Gozo w Republice Malty.

## Czas powstania
Budowle wzniesione zostały w okresie 3500–2500 p.n.e. i zaliczają się do najstarszych budowli kamiennych na świecie. Najpierw wznoszono sarkofagi i wolnostojące bloki skalne – okresy Skorba (ok. 4500–4100 p.n.e.) i Zebbug (ok. 4100–3800 p.n.e.), następnie budowano świątynie i kompleksy cmentarzy – okres Ġgantija (ok. 3600–3000 p.n.e.), później świątynie rozbudowywano – okres Tarxien (ok. 3000–2500 p.n.e.), finalnie opuszczono je w okresie Cmentarza Tarxien 2500–1500 p.n.e.

## Opis
Wiele budowli zostało wzniesionych na planie przypominającym trójlistną koniczynę z 3-6 apsydami. Prawie wszystkie z budowli mają wklęsłe fasady, większość zbudowana jest z wielkich, obrobionych bloków skalnych. Wiele z budowli pokrywają reliefy.
Niewiele wiadomo na temat ich budowniczych. Sposób ich budowy oraz przeznaczenie nie są do końca znane. Najprawdopodobniej budowle te były świątyniami – o czym mają świadczyć obecność zdobionych ołtarzy oraz brak śladów pochówków. Najstarszym i najlepiej zachowanym kompleksem jest Ġgantija a najbardziej wyszukanym architektonicznie – Tarxien.
W 1980 roku kompleks Ġgantija został wpisany na listę światowego dziedzictwa UNESCO. Wpis ten rozszerzono w 1992 roku o kolejne pięć obiektów tego typu w Republice Malty.

## Megalityczne świątynie na liście światowego dziedzictwa UNESCO
| Nazwa i opis | Zdjęcie |
| --- | ------- |
| Ġgantija (kod 132-001) – kompleks dwóch świątyń w Ġgantiji, liczący ok. 5800 lat, najstarszy i najlepiej zachowany; mniejsza ze świątyń – Świątynia Północna powstała około 150 lat później niż większa – Świątynia Południowa. Do naszych czasów zachowały się zewnętrzne mury, miejscami sięgające 6 metrów. |         |
| Ħaġar Qim (kod 132-002) – pozostałości megalitycznych świątyń, datowanych na IV i III tysiąclecie p.n.e. |         |
| Mnajdra (kod 132-003) – kompleks trzech prehistorycznych świątyń megalitycznych na południowym wybrzeżu Malty. Wznoszono je w okresie od III do połowy II tysiąclecia p.n.e. Do budowy użyto dwóch rodzajów materiału, znajdujących się w bezpośrednim sąsiedztwie, wapienia koralowego i globigerynowego.     |         |
| Ta’ Ħaġrat (kod 132-004) – pozostałości megalitycznych świątyń, datowanych na IV i III tysiąclecie p.n.e. Kompleks składa się z dwóch budowli. Wokół posiadającego kamienną podłogę prostokątnego dziedzińca znajdują się wejścia do trzech apsyd. Plan budowli przypomina liść koniczyny.                     |         |
| Skorba (kod 132-005) – ruiny świątyń megalitycznych w północnej części miejscowości Żebbiegħ. Jako pierwszą wzniesiono lepiej zachowaną Świątynię Zachodnią (ok. 3500–3200 p.n.e.), a następnie (ok. 3200–2500 p.n.e.) dobudowano Świątynię Wschodnią.                                                         |         |
| Tarxien (kod 132-006) – kompleks budowli megalitycznych z okresu neolitu i epoki brązu, budowa najstarszej świątyni datowana jest na ok. 3 500 p.n.e. Obiekty wzniesiono z obrobionych bloków skalnych i ozdobiono rytymi i malowanymi dekoracjami. Kompleks dzieli się na pięć części.                        |         |

## Megalityczne świątynie spoza listy światowego dziedzictwa UNESCO
| Nazwa i opis         | Zdjęcie |
| -------------------- | ------- |
| Borġ in-Nadur        |         |
| Świątynia w Buġibbie |         |
| Tal-Qadi             |         |
| Tas-Silġ             |         |
| Xemxija              |         |
| Xrobb l-Għaġin       |         |
| Świątynie Kordin     |         |
| Santa Verna          |         |